# Ablukast
Ablukast (INN) es un antagonista de leucotrienos, que tiene aplicaciones en el tratamiento de condiciones inflamatorias de la piel.